# Bedlegerigheid
Bedlegerigheid is de toestand waarbij een persoon niet meer op eigen kracht op kan staan en noodgedwongen in bed moet liggen. Nadelige bijkomende verschijnselen zijn:
- Trombose door onvoldoende bloedcirculatie;
- Decubitus (doorligwonden) door schuifkrachten door te lang stilligen;
- Osteoporose (botontkalking);
- Constipatie;
- Cystitis (urineweginfectie)
- Spieratrofie door gebrek aan beweging worden spieren zwakker;
- Pneumonie (longontsteking) door stilligen ademt de patient niet goed door;
- Psychische problemen zoals klinische depressie;
- Contracturen (dwangstand) van gewrichten. Vooral zogenaamde spitsvoet;
- Intertrigo (smetplekken) door verminderde zelfzorg en broeiwerking onder het beddegoed.